# Boldogvárosi erődtemplom
A boldogvárosi erődtemplom egy szász evangélikus erődtemplom Romániában, Brassó megyében. Építését egyes történészek szerint a 13. század második felére, mások a 14. század első felére teszik. Közel két évszázaddal később a török–tatár fenyegetettség miatt megerősítették és ekkor emelték kerítőfalát is. A 19. században belsejét barokk stílusban építették át. A 20. század végén a falu elvesztette szász lakosságát, a templomot azonban a 21. század elején felújították. A romániai műemlékek jegyzékében a BV-II-a-A-11818 sorszámon szerepel.

## Története
Boldogvárost (románul: Seliștat, németül: Seligstadt) valószínűleg a 13. század másik felében alapították az erdélyi szász telepesek. Első írott említése egy 1355-ös okmányban szerepel, egy 1389-es megegyezésből pedig kitűnik, hogy Nagysinkszékhez tartozott. 1400 körül a kőhalmi káptalan nagysinki surrogatiojának része volt.
Templomát legelőször 1461-ben említik: „eccl. parochialis beati Nicolai patrini in Felici loco”, vagyis Szent Miklósnak szentelt plébániális templom volt. Építésének dátumát több történész és régész (Gustav Treiber, Thomas Nägler és mások) a 13. század második felére, a település kialakulásának időszakára teszi, az épület viszonylag kis méreteire hivatkozva. Hermann Fabini és Virgil Vătășianu viszont a 14. század első felére datálja a templomot. Ez egy korai gótikus csarnoktemplom volt ötszögű apszissal záródó, négyzetes szentéllyel, harangtorony nélkül; Vătășianu feltételezése szerint síkmennyezete volt. A szentély északi részén sekrestye nyílt, melyet a 16. század elején, a templom erődítésekor lebontottak.
A török fenyegetettség miatt a 15. század második fele és a 16. század első negyede között két szakaszban megerősítették. Az első szakaszban a szentély fölé egy három emeletes tornyot építettek, amelynek első két szintje folyami kőből készült, a harmadik szint pedig egy kiugró, gerendákra és támpillérekre támaszkodó fa galéria az íjászok számára. A megerősített szentély falát tizenegy támpillér támasztja alá, amelyek közül hat újonnan épült, négy az apszis tartóelemeit képezte, amelyeket a toronnyal együtt emeltek meg, egy pedig a lebontott és támpillérré alakított régi sekrestyétől származik. Az építkezés eredményeként a szentély három csúcsíves ablaka eltűnt.
Az erődítés második szakaszában, amely a 16. század elején ment végbe, a templomhajót is megerősítették, gótikus hálóboltozatot építettek égetett agyag bordákkal (ennek nyomai ma is láthatóak a padláson), a boltozat fölé pedig lőrésekkel ellátott tégla védemeletet húztak. A megemelt templom hajójának falát tíz támpillér támasztja alá, amelyeket félköríves boltívek kötnek össze. Az erődítést követően a templomnak egyetlen bejárata maradt, egy bélletes kapu a földszinten, a nyugati oldalon. Szintén a második szakaszban épült meg a templom körüli védőfal, amelynek vonalát a terepviszonyokhoz igazították, északi és északkeleti oldalain pedig háromszintes bástyákat csatoltak. A templom belsejében, a csarnok északkeleti sarkában, a szószék közelében kutat ástak.
A 16. század közepén a reformáció hatására a szászok evangélikus hitre tértek, így a templom is katolikusból evangélikus lett. Első név szerint ismert evangélikus papja Junnkmann Velten (1563).
A 19–20. századokban több javítási és átépítési munkálatot végeztek, a szentélyen keskeny, szögletes ablakokat nyitottak. 1848-ban a beltér gótikus hálóboltozatát felváltotta egy barokk stílusú, pillérekre támaszkodó dongaboltozat. 1883-ban javítási munkálatokat végeztek. 1896-ban megerősítették a templomhajó és a szentély falait, továbbá megnagyobbították az északnyugati támpillért. 1912-ben a védőfal északi oldalát, az északi bástyát, és a dél fal egy részét lebontották (az utóbbit a szász iskola bővítése okán). 1964-ben a csarnok felső részét vasbeton övvel erősítették meg.
A szászok kivándorlása, a hívek számának apadása miatt 1973-ban a boldogvárosi egyházközséget egyesítették a báránykútival, 1989-ben pedig további három falujéval. 2017–2023 között a templomot felújították, de mivel már csak néhány evangélikus német lakik a településen, nagyon ritkán tartanak istentiszteletet, inkább turisztikai célokra, a közelében működő ifjúsági tábor tevékenységeihez használják. A paplakot és az egykori szász iskolát ifjúsági szállássá alakították át. A 2010-es években régészeti feltárásokat végeztek, melyek során 14–16. századi sírokat tártak fel, és megerősítették a középkori sekrestye jelenlétét.

## Leírása
A falu északkeleti részén, dombon álló keletelt csarnoktemplom hajója 12,56 méter hosszú és 7,30 méter széles, szentélye pedig 8 méter hosszú és 4,8 méter széles. A templom teljes hosszúsága nem éri el a 24 métert, vagyis igen kis méretű. Az erődített hajó fölött lőrésekkel ellátott tégla védemelet magasodik, a falakat pedig tíz támpillér támasztja, amelyeket félköríves boltívek kötnek össze. A szentélyt poligonális, ötszögű apszis zárja le, föléje három emeletes tornyot húztak, amelynek első két szintje folyami kőből készült, a harmadik szint pedig egy kiugró, gerendákra és támpillérekre támaszkodó fa galéria, mely fölött kontytető van. A templomtorony egyben harang- és óratorony is (a mechanikus óra 1908-ig működött). A nagy harang nincs dátumozva, a kisebbet 1921-ben öntötte a nagyszebeni Schieb műhely.
A templom belseje barokk, de még mindig őriz gótikus elemeket, például a szentély egy fülkéje és egy ajtókerete. A szószék barokk kupolája 1652-es keltezésű. Az 1807-ből származó oltár a barokk és a klasszicizmus közötti átmeneti időszak stílusjegyeit mutatja. A fő festmény Fritz Schullerus 1892-es alkotása (Jézus megáldja a gyermekeket), az oltár két oldalán faragott indák és egy-egy apostol látható, felső részén pedig a Mennybemenetel ábrázolása, amelyet Pétert és Pál evangélistákat ábrázoló faszobrok szegélyeznek.
Ami orgonáját illeti, 1694-ben egy szentélyorgonát (pozitív) vásároltak, 1746-ban a nagyszebeni Johannes Hahn egy 6 regiszteres orgonát állított fel, 1865-ben pedig egy régi 12 regiszteres orgonát vásároltak a báránykúti erődtemplomtól. 1867-ben a segesvári Samuel Binder mester a báránykúti és az 1746-os orgonákból egy új orgonát készített 10 regiszterrel. Ezt 1911-ben javították meg.
Szabálytalan, megközelítőleg kör alakú védőfala a 16. század elején épült; 1912-ben lebontották az északi falat és bástyáját, és a déli fal egy részét. A fennmaradt északkeleti bástya egy háromszintes, lőrésekkel ellátott, masszív épület, amelyet békeidőben termények tárolására használták, ezért Fruchthausnak nevezik. A szóbeszéd szerint az épület pincéjéből egy alagút indult a közeli Wortburg (szászul Vorprich) domb felé, amelyen keresztül a védők elmenekülhettek, ha a helyzet tarthatatlan lett.
A templomtól északkeletre (a Fruchthauson túl, a falakon kívül) van az elhagyatott evangélikus temető. A háborúkban elesett szászok emlékére külön síremléket állítottak.

## Képek

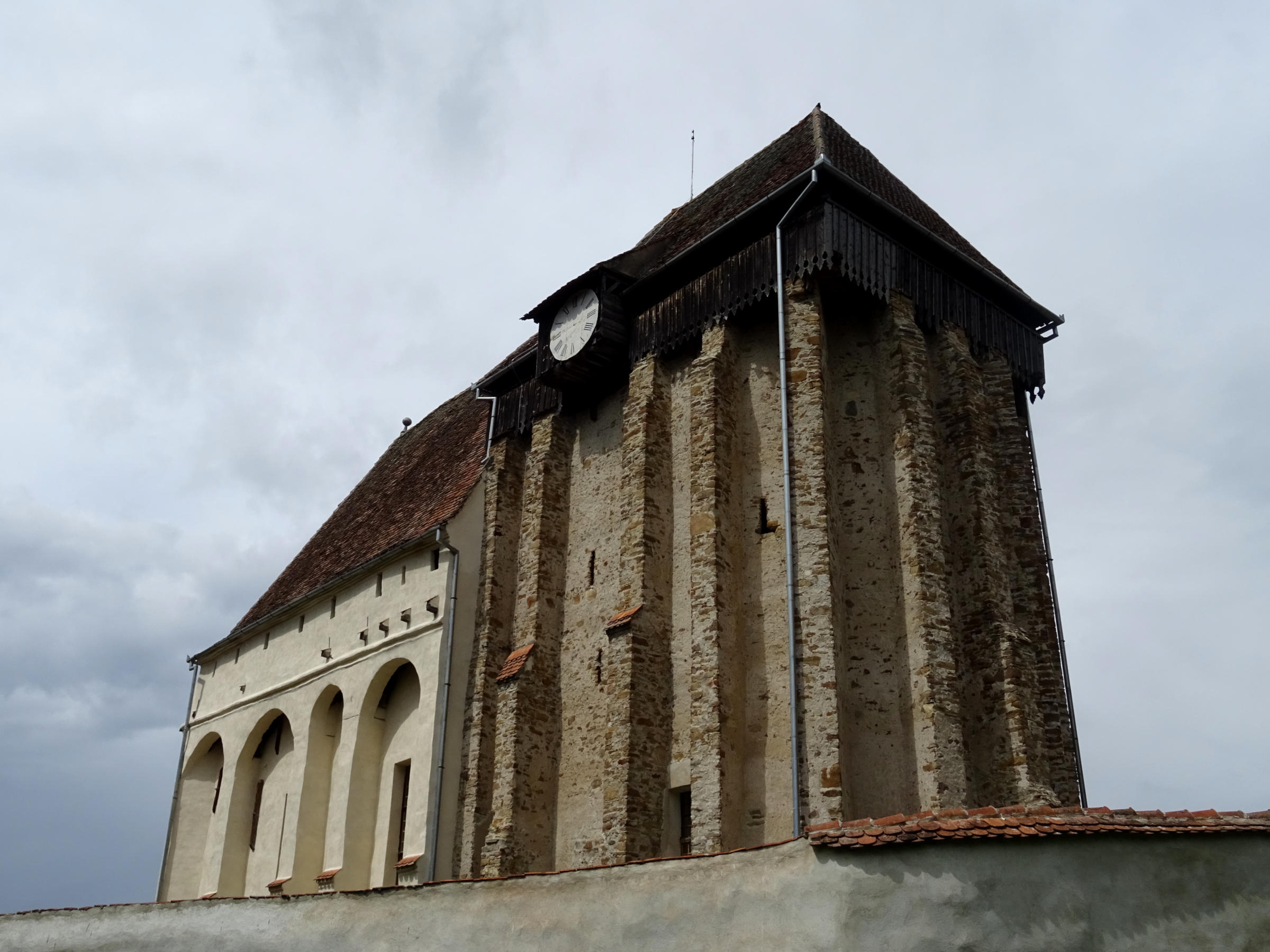
A templom délkeletről (2023, felújítás alatt)
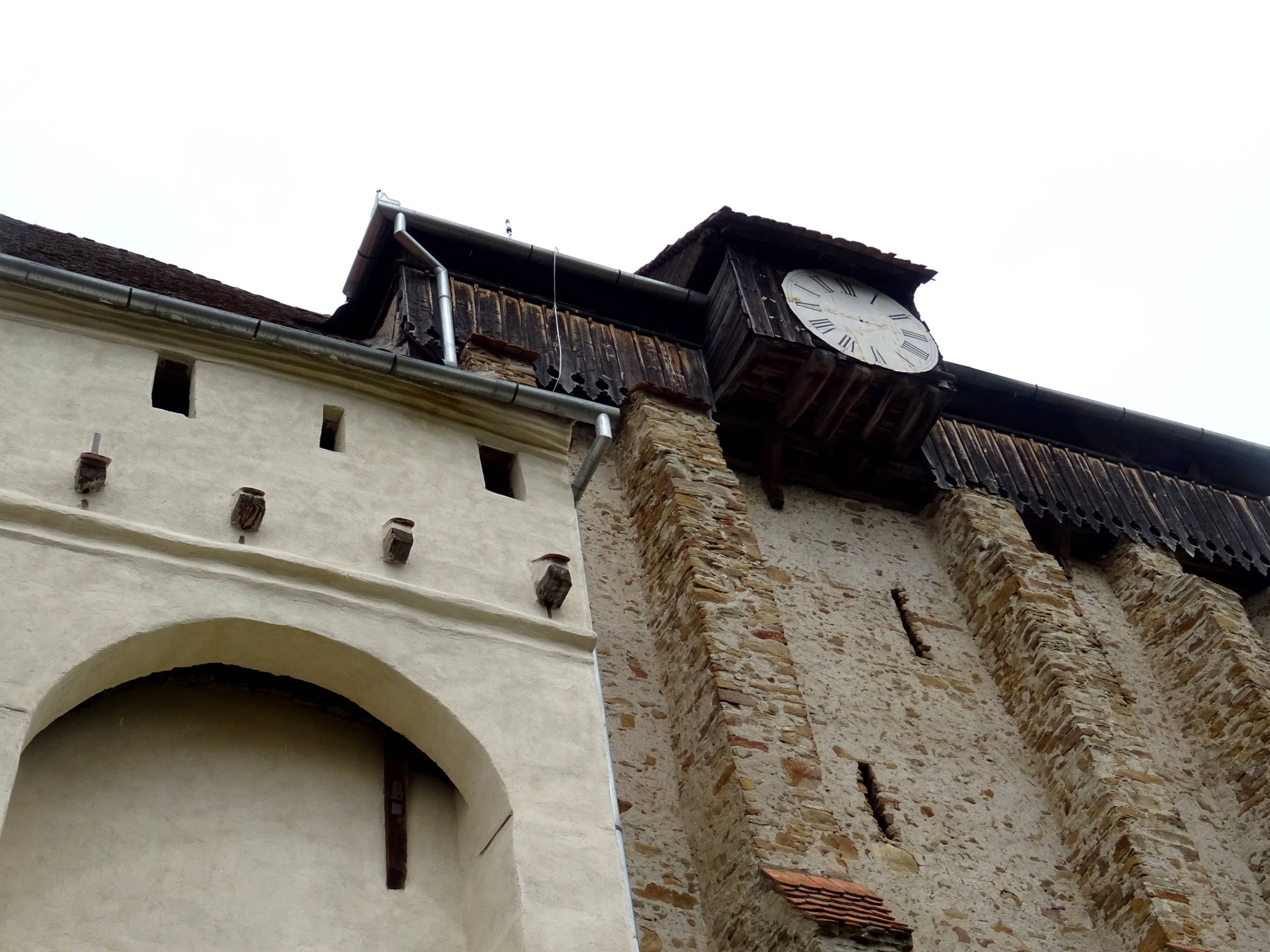
Tornya és órája
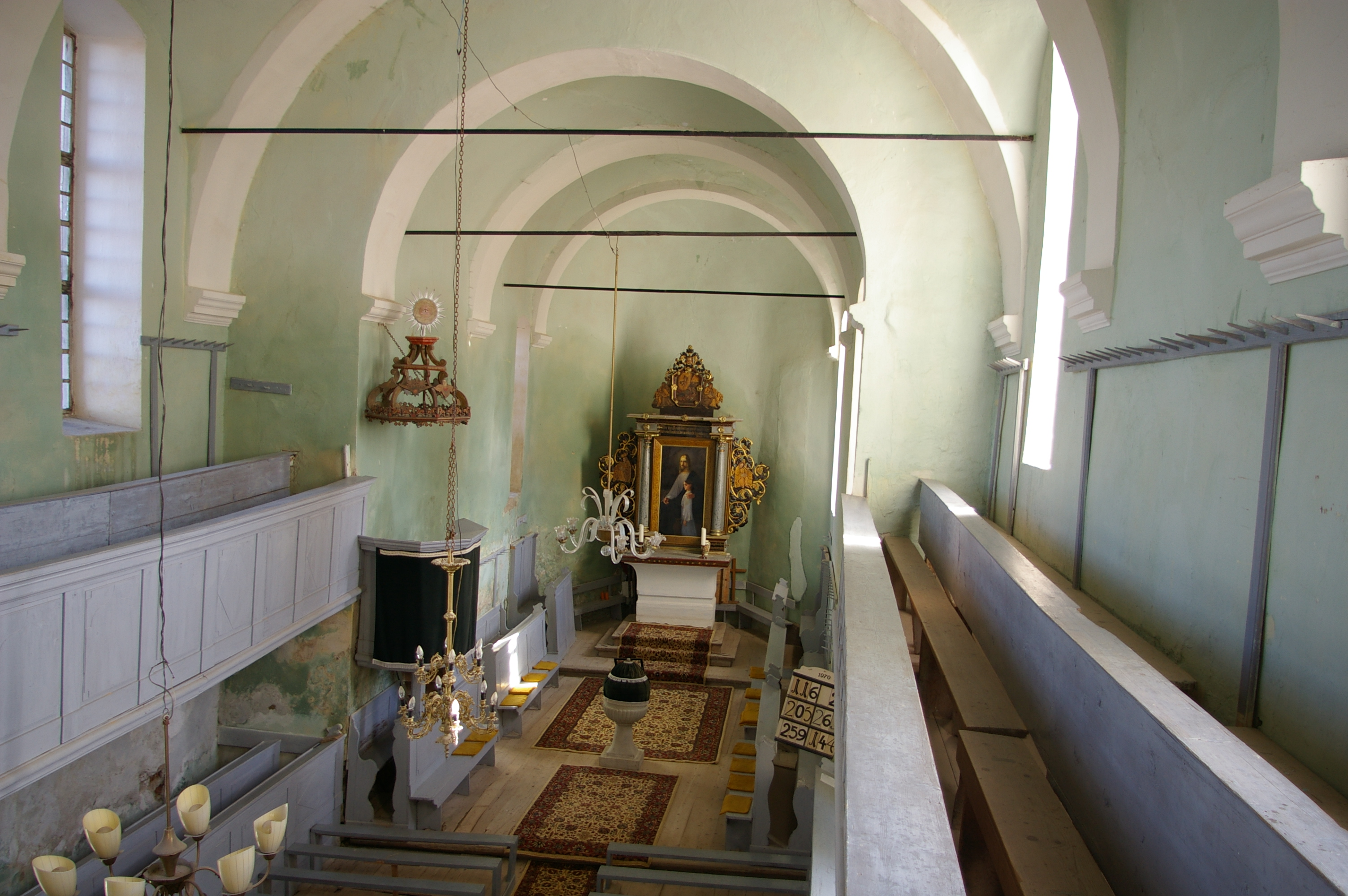
A templom beltere
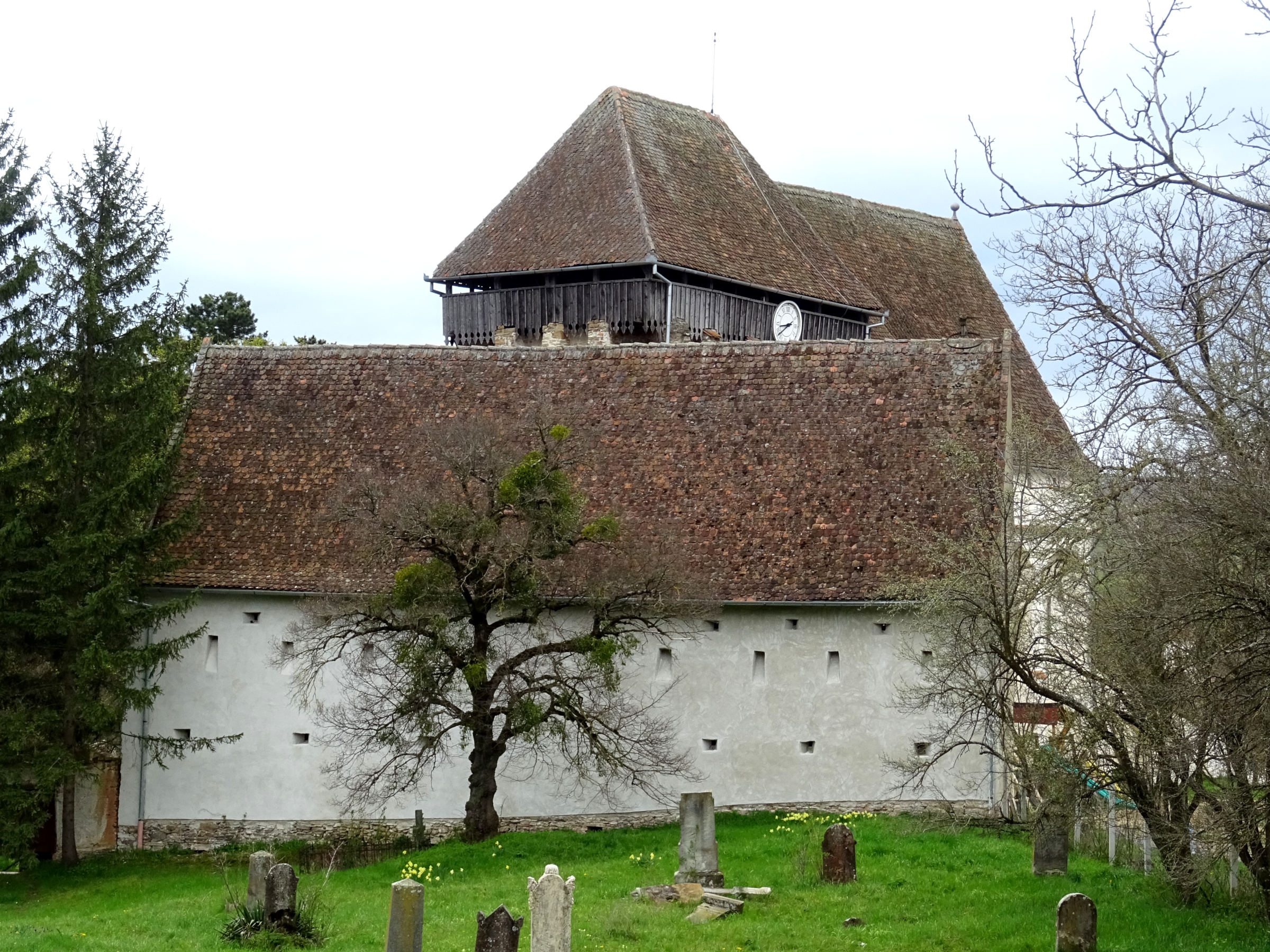
Az ún. Fruchthaus és a régi szász temető
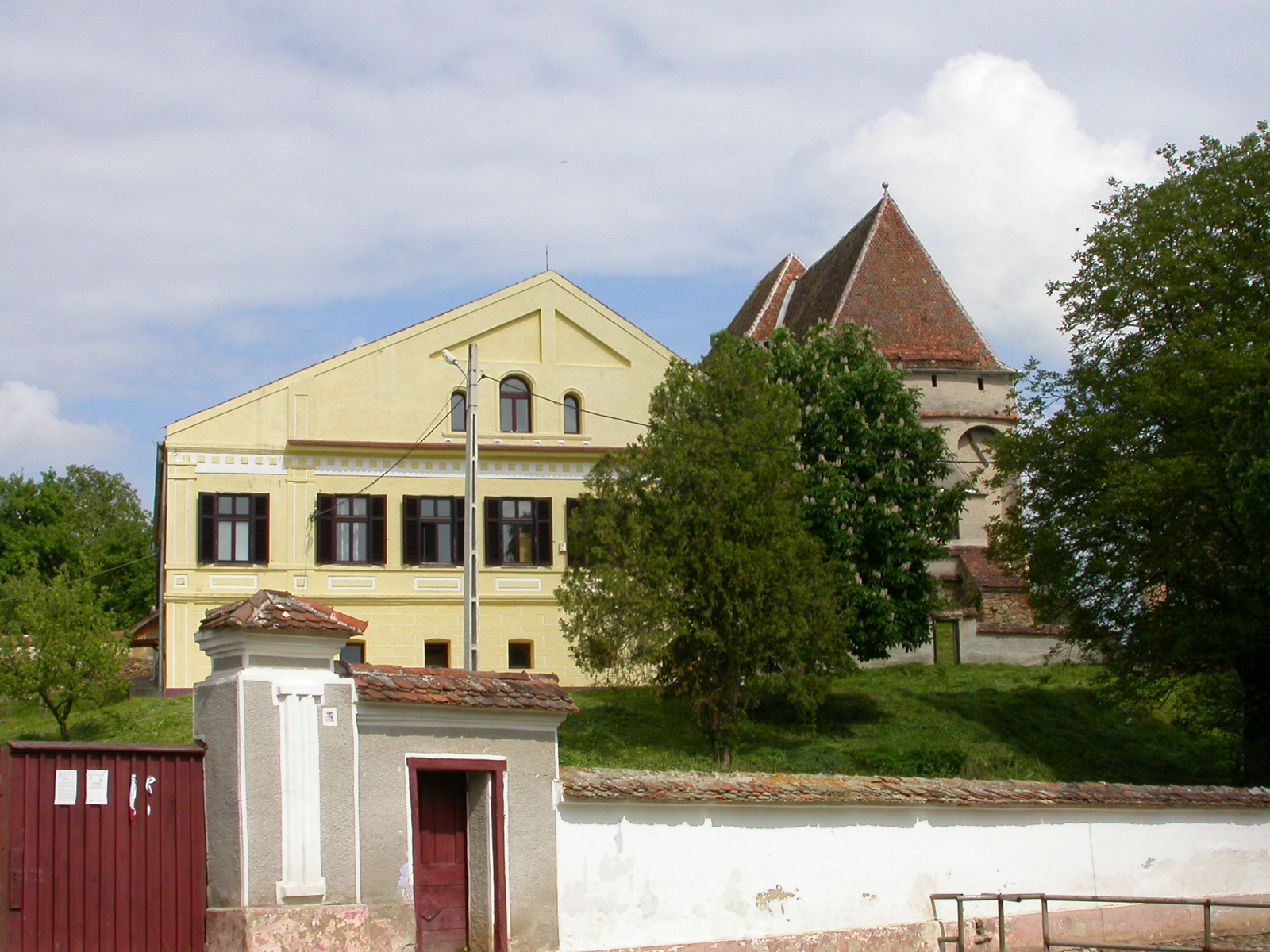
A szállássá átalakított paplak